# Ткачірі
Ткачірі (груз. ტყაჩირი) — село в Грузії.
За даними перепису населення 2014 року в селі проживає 1569 осіб.